# Dwór w Jeziorkach
Dwór w Jeziorkach – dwór (budynek) z XX w. we wsi Jeziorki (powiat poznański), wpisany do rejestru zabytków nieruchomych województwa  wielkopolskiego.
Dwór wybudowany został pod koniec XIX w. dla Heinricha von Tiedemanna, jednego z twórców Hakaty (Niemieckiego Związku Marchii Wschodniej). Około 1920 pałac był przebudowany przez Stefana Dąbrowskiego. W balustradzie wieńczącej ryzalit znajduje się herb Rawicz Stefana Dąbrowskiego.
Obiekt jest częścią zespołu dworsko-folwarcznego z drugiej połowy XIX w., w skład którego wchodzą jeszcze:
- park z aleją dojazdową
- podwórze gospodarcze I (układ przestrzenny i zabudowa)
- podwórze gospodarcze II (układ przestrzenny i zabudowa)[1]

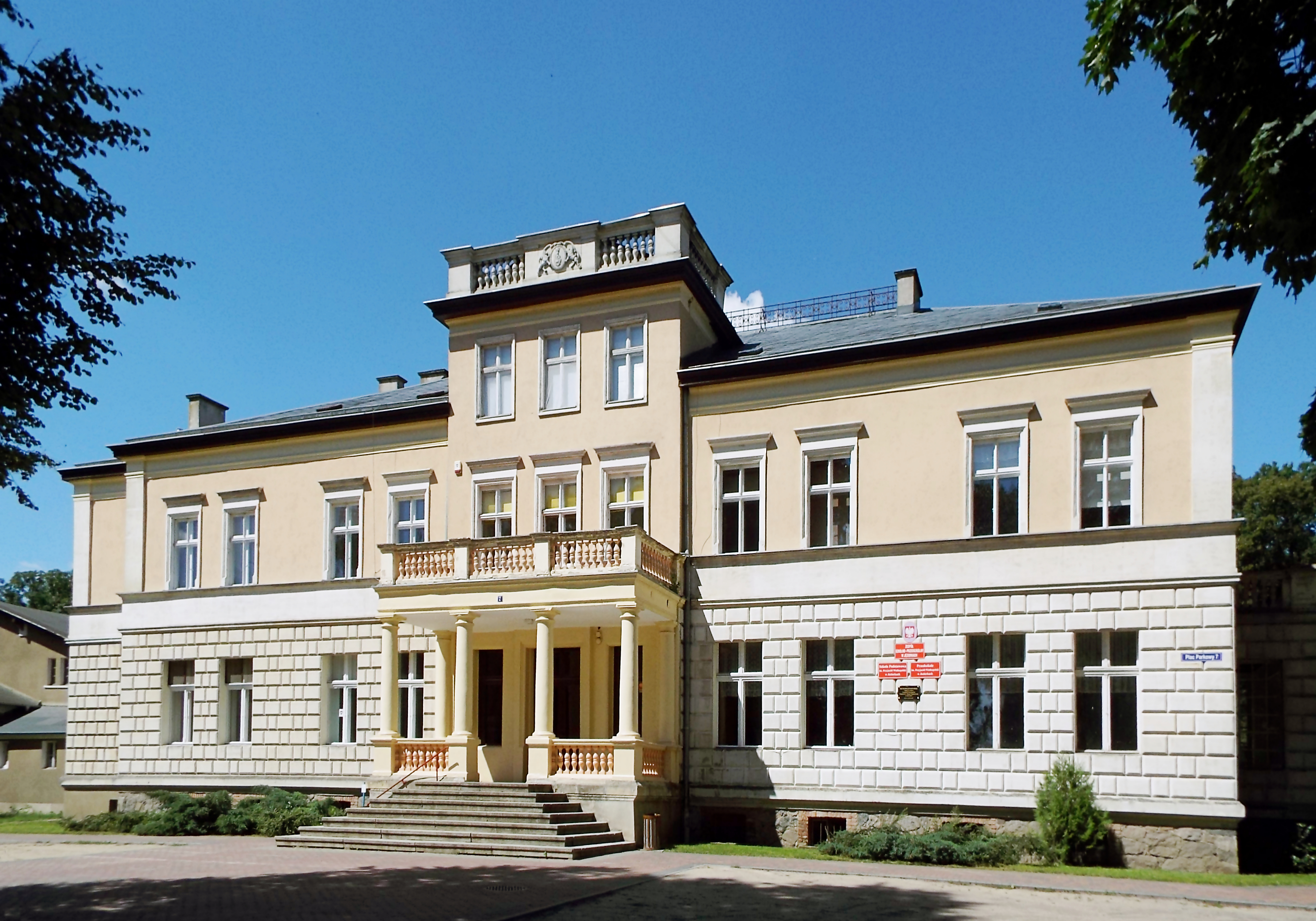
Ryzalit z herbem Rawicz
Herb Rawicz Stefana Dąbrowskiego